# Svenska Cupen 2012-2013
La Coppa di Svezia 2012-2013 (in svedese Svenska Cupen) è stata la 57ª edizione del torneo, la prima dal 2000-2001 col formato stagionale autunno-primavera. È stata reintrodotta anche la fase a gironi, per la prima volta dopo il 1995-1996. La finale è stata disputata il 26 maggio 2013 alla Friends Arena di Solna. L'IFK Göteborg ha vinto il trofeo per la sesta volta nella storia.

## Primo turno
Hanno partecipato a questo turno 64 squadre delle divisioni inferiori.
| Squadra 1           | Risultato         | Squadra 2         |
| ------------------- | ----------------- | ----------------- |
| 3 giugno 2012       |                   |                   |
| Enhörna             | 1 – 4             | Långholmen        |
| 6 giugno 2012       |                   |                   |
| FoC Farsta          | 1 – 3             | Frej              |
| 27 giugno 2012      |                   |                   |
| Husqvarna           | 1 – 2             | Sleipner          |
| 2 luglio 2012       |                   |                   |
| Azech               | 0 – 3             | Hovslätt          |
| 21 luglio 2012      |                   |                   |
| IFK Berga           | 1 – 2             | Ronneby           |
| Salsåker-Ullångers  | 1 – 2             | Selånger          |
| 23 luglio 2012      |                   |                   |
| IFK Mariestad       | 1 – 2             | Motala            |
| 28 luglio 2012      |                   |                   |
| Kvibille            | 1 – 3             | Torns IF          |
| Fjärås              | 2 – 3             | Ramlösa Södra     |
| 29 luglio 2012      |                   |                   |
| Lerkils IF          | 0 – 6             | IFK Uddevalla     |
| 31 luglio 2012      |                   |                   |
| Oxie                | 4 – 6 (dts)       | Åkarp             |
| Skepplanda          | 0 – 4             | Lärje-Angereds IF |
| 1º agosto 2012      |                   |                   |
| Furulund            | 0 – 3             | Kristianstads FF  |
| FC Höllviken        | 2 – 1             | Limhamn Bunkeflo  |
| Ölmstad             | 2 – 4             | Dalstorps IF      |
| Arvika              | 2 – 4             | Rynninge IK       |
| Guldhedens          | 1 – 2             | Råslätts SK       |
| Ljungby             | 0 – 2             | Skövde AIK        |
| Nyköpings BIS       | 1 – 0             | Väsby United      |
| Edsbyn              | 0 – 5             | Östersund         |
| Arameiska-Syrianska | 3 – 2             | Vasalund          |
| Västerås SK         | 2 – 3 (dts)       | Enskede IK        |
| Sollentuna United   | 1 – 3 (dts)       | Sirius            |
| 2 agosto 2012       |                   |                   |
| Falu FK             | 0 – 2             | Sandvikens IF     |
| 3 agosto 2012       |                   |                   |
| Falköping           | 1 – 3             | Örgryte           |
| Valsta Syrianska    | 2 – 1             | Akropolis         |
| 4 agosto 2012       |                   |                   |
| IK Sturehov         | 0 – 2 (dts)       | Karlstad BK       |
| Melleruds IF        | 0 – 1             | Utsiktens BK      |
| 5 agosto 2012       |                   |                   |
| Ärentuna            | 0 – 3             | FC Gute           |
| Kiruna FF           | 1 – 2             | Mariehem          |
| Torslanda IK        | 1 – 0             | FC Trollhättan    |
| Ängö                | 1 – 1 (3 – 5 dtr) | IFK Hässleholm    |

## Secondo turno
Hanno partecipato a questo turno 64 squadre: le 32 vincenti del primo turno incontrano le 32 squadre dell'Allsvenskan e della Superettan. Il sorteggio si è svolto il 6 agosto 2012.
| Squadra 1           | Risultato         | Squadra 2        |
| ------------------- | ----------------- | ---------------- |
| 16 agosto 2012      |                   |                  |
| Sirius              | 1 – 1 (4 – 3 dtr) | Hammarby         |
| 18 agosto 2012      |                   |                  |
| Frej                | 2 – 1             | Trelleborg       |
| Enskede IK          | 0 – 1             | Landskrona BoIS  |
| Lärje-Angereds IF   | 1 – 1 (2 – 3 dtr) | Öster            |
| Kristianstads FF    | 1 – 2             | Falkenberg       |
| IFK Uddevalla       | 0 – 7             | Syrianska        |
| Ronneby             | 2 – 5             | Halmstad         |
| Nyköpings BIS       | 5 – 3 (dts)       | Brommapojkarna   |
| IFK Hässleholm      | 0 – 2             | Umeå FC          |
| Ramlösa Södra       | 0 – 7             | Assyriska        |
| Östersund           | 0 – 3             | Mjällby          |
| Rynninge IK         | 0 – 2             | IFK Norrköping   |
| Karlstad BK         | 0 – 0 (3 – 4 dtr) | Gefle            |
| Arameiska-Syrianska | 1 – 3             | GIF Sundsvall    |
| Valsta Syrianska    | 0 – 1             | Brage            |
| 19 agosto 2012      |                   |                  |
| Selånger            | 0 – 6             | Ljungskile       |
| Mariehem            | 0 – 2             | Örebro           |
| Torns IF            | 1 – 2             | Ängelholms FF    |
| Motala              | 1 – 2             | Varberg          |
| Skövde AIK          | 0 – 3             | Åtvidaberg       |
| Örgryte             | 3 – 0             | Degerfors        |
| Råslätts SK         | 2 – 3             | IFK Värnamo      |
| Åkarp               | 0 – 3             | Häcken           |
| Utsiktens BK        | 0 – 3             | GAIS             |
| Sleipner            | 0 – 2 (dts)       | Jönköpings Södra |
| 20 agosto 2012      |                   |                  |
| Dalstorps IF        | 1 – 5             | Djurgården       |
| FC Gute             | 0 – 4             | Kalmar           |
| Långholmen          | 0 – 9             | IFK Göteborg     |
| Sandvikens IF       | 3 – 6 (dts)       | Malmö FF         |
| 12 settembre 2012   |                   |                  |
| Torslanda IK        | 0 – 1             | AIK              |
| 11 novembre 2012    |                   |                  |
| Hovslätt            | 0 – 4             | Elfsborg         |
| FC Höllviken        | 1 – 2             | Helsingborg      |

## Fase a gruppi
La fase a gruppi è iniziata il 2 marzo 2013. Il sorteggio si è svolto il 12 novembre 2012.

### Gruppo 1
| Squadra    | Pt | G | V | N | P | GF | GS | DR  |
| ---------- | -- | - | - | - | - | -- | -- | --- |
| Sirius     | 6  | 3 | 2 | 0 | 1 | 9  | 4  | +5  |
| Elfsborg   | 6  | 3 | 2 | 0 | 1 | 9  | 4  | +5  |
| GAIS       | 6  | 3 | 2 | 0 | 1 | 5  | 4  | +1  |
| Ljungskile | 0  | 3 | 0 | 0 | 3 | 3  | 14 | -11 |

|              | ELF   | GAI   | LJU   | SIR   |
| ------------ | ----- | ----- | ----- | ----- |
| Elfsborg !   | —     | 3 – 1 | 5 – 1 |       |
| GAIS !       |       | —     | 2 – 1 |       |
| Ljungskile ! |       |       | —     | 1 – 7 |
| Sirius       | 2 – 1 | 0 – 2 |       | —     |

| Arbitro: | Bojan Pandžić (Göteborg) |

|                                                                       |           |                |
| J.Larsson 23’ Nilsson 31’ (rig.) Mobaeck 54’ Rohdén 77’ Jørgensen 85’ | Marcatori | 7’ Johannesson |

| Arbitro: | Martin Strömbergsson (Gävle) |

|  |           |                                 |
|  | Marcatori | 13’ Augustsson 18’ B. Andersson |

| Arbitro: | Tobias Mattsson (Karlstad) |

|                        |           |             |
| Käck 7’ Björkebaum 54’ | Marcatori | 62’ Hedlund |

| Arbitro: | Antti Kanerva (Olofstorp) |

|                              |           |                 |
| Tornblad 34’ Abdulrahman 45’ | Marcatori | 26’ Johannesson |

| Arbitro: | Nermin Cisić (Värnamo) |

|             |           |                                                        |
| Sinclair 5’ | Marcatori | 30’, 36’, 68’, 88’ Björkebaum 44’, 45’, 81’ Gustafsson |

| Arbitro: | Michael Lerjéus (Skövde) |

|                                    |           |               |
| Rohdén 68’, 70’ Nilsson 77’ (rig.) | Marcatori | 69’ Johansson |

### Gruppo 2
| Squadra     | Pt | G | V | N | P | GF | GS | DR |
| ----------- | -- | - | - | - | - | -- | -- | -- |
| Falkenberg  | 9  | 3 | 3 | 0 | 0 | 7  | 2  | +5 |
| Häcken      | 6  | 3 | 2 | 0 | 1 | 6  | 2  | +4 |
| Örebro      | 3  | 3 | 1 | 0 | 2 | 2  | 3  | -1 |
| IFK Värnamo | 0  | 3 | 0 | 0 | 3 | 1  | 9  | -8 |

|              | HÄC   | ÖRE   | FAL   | VÄR   |
| ------------ | ----- | ----- | ----- | ----- |
| Häcken !     | —     | 2 – 0 | 1 – 2 |       |
| Örebro !     |       | —     | 0 – 1 | 2 – 0 |
| Falkenberg ! |       |       | —     | 4 – 1 |
| IFK Värnamo  | 0 – 3 |       |       | —     |

| Arbitro: | Kristoffer Karlsson (Malmö) |

|                |           |                      |
| M.Ericsson 48’ | Marcatori | 64’ Sköld 69’ A.Wede |

| Arbitro: | Glenn Nyberg (Borlänge) |

|                                |           |  |
| Hasani 22’ Claesson 47’ (aut.) | Marcatori |  |

| Arbitro: | Andreas Ekberg (Lund) |

|  |           |                                |
|  | Marcatori | 18’, 74’ El Kabir 49’ Mohammed |

| Arbitro: | Michael Lerjéus (Skövde) |

|  |           |            |
|  | Marcatori | 63’ A.Wede |

| Arbitro: | Antti Kanerva (Olofstorp) |

|                                               |           |                 |
| Rodevåg 1’, 4’ (rig.) Johansson 51’ Sköld 53’ | Marcatori | 23’ Henningsson |

| Arbitro: | Antti Kanerva (Olofstorp) |

|                            |           |  |
| M.Ericsson 5’ El Kabir 58’ | Marcatori |  |

### Gruppo 3
| Squadra       | Pt | G | V | N | P | GF | GS | DR |
| ------------- | -- | - | - | - | - | -- | -- | -- |
| Öster         | 7  | 3 | 2 | 1 | 0 | 8  | 1  | +7 |
| Malmö FF      | 7  | 3 | 2 | 1 | 0 | 7  | 2  | +5 |
| Frej          | 3  | 3 | 1 | 0 | 2 | 2  | 8  | -6 |
| GIF Sundsvall | 0  | 3 | 0 | 0 | 3 | 2  | 8  | -6 |

|                 | MAL   | SUN   | ÖST   | FRE   |
| --------------- | ----- | ----- | ----- | ----- |
| Malmö FF !      | —     | 4 – 1 | 1 – 1 |       |
| GIF Sundsvall ! |       | —     | 0 – 2 |       |
| Öster !         |       |       | —     | 5 – 0 |
| Frej            | 0 – 2 | 2 – 1 |       | —     |

| Arbitro: | Bojan Pandžić (Göteborg) |

|                                                  |           |            |
| Pekalski 23’ Johansson 27’, 90+2’ M.Eriksson 85’ | Marcatori | 44’ Walker |

| Arbitro: | Robert Daradic (Helsingborg) |

|                                                       |           |  |
| Zlojutro 12’ Söderberg 48’ Pavey 71’ Persson 77’, 80’ | Marcatori |  |

| Arbitro: | Glenn Nyberg (Borlänge) |

|  |           |                     |
|  | Marcatori | 70’ Hamad 78’ Kroon |

| Arbitro: | Martin Strömbergsson (Gävle) |

|  |           |                        |
|  | Marcatori | 9’ Söderberg 27’ Velic |

| Arbitro: | Johan Krantz (Uppsala) |

|                             |           |           |
| D.G.Draganov 15’ Kamara 63’ | Marcatori | 4’ Sliper |

| Arbitro: | Andreas Ekberg (Lund) |

|             |           |             |
| Rexhepi 25’ | Marcatori | 32’ Robledo |

### Gruppo 4
| Squadra   | Pt | G | V | N | P | GF | GS | DR |
| --------- | -- | - | - | - | - | -- | -- | -- |
| Örgryte   | 6  | 3 | 2 | 0 | 1 | 7  | 4  | +3 |
| Halmstad  | 6  | 3 | 2 | 0 | 1 | 5  | 4  | +1 |
| AIK       | 3  | 3 | 1 | 0 | 2 | 4  | 6  | -2 |
| Syrianska | 3  | 3 | 1 | 0 | 2 | 3  | 5  | -2 |

|             | AIK   | SYR   | HAL   | ÖRG   |
| ----------- | ----- | ----- | ----- | ----- |
| AIK !       | —     | 2 – 0 | 1 – 2 |       |
| Syrianska ! |       | —     | 2 – 1 |       |
| Halmstad !  |       |       | —     | 2 – 1 |
| Örgryte     | 4 – 1 | 2 – 1 |       | —     |

| Arbitro: | Markus Strömbergsson (Gävle) |

|                      |           |  |
| Igboananike 25’, 80’ | Marcatori |  |

| Arbitro: | Magnus Ahlsén (Linköping) |

|                      |           |                      |
| Magyar 75’ Rojas 77’ | Marcatori | 34’ (rig.) Lindström |

| Arbitro: | Kristoffer Karlsson (Helsingborg) |

|                                  |           |             |
| Wallén 5’, 71’ Karlsson 36’, 59’ | Marcatori | 72’ Quaison |

| Arbitro: | Johan Hamlin (Bro) |

|                      |           |                 |
| Chanko 59’ Svard 90’ | Marcatori | 57’ M.Antonsson |

| Arbitro: | Magnus Ahlsén (Linköping) |

|                                   |           |           |
| Karlsson 77’ Lindström 87’ (rig.) | Marcatori | 42’ Felić |

| Arbitro: | Johan Hamlin (Bro) |

|                   |           |                         |
| Goitom 81’ (rig.) | Marcatori | 4’ Selakovic 11’ Magyar |

### Gruppo 5
| Squadra         | Pt | G | V | N | P | GF | GS | DR |
| --------------- | -- | - | - | - | - | -- | -- | -- |
| IFK Norrköping  | 7  | 3 | 2 | 1 | 0 | 6  | 0  | +6 |
| Mjällby         | 4  | 3 | 1 | 1 | 1 | 4  | 3  | +1 |
| Landskrona BoIS | 4  | 3 | 1 | 1 | 1 | 3  | 4  | -1 |
| Ängelholms FF   | 1  | 3 | 0 | 1 | 2 | 2  | 8  | -6 |

|                   | NOR   | MJÄ   | LAN   | ÄNG   |
| ----------------- | ----- | ----- | ----- | ----- |
| IFK Norrköping !  | —     | 2 – 0 | 0 – 0 |       |
| Mjällby !         |       | —     | 3 – 0 | 1 – 1 |
| Landskrona BoIS ! |       |       | —     | 3 – 1 |
| Ängelholms FF     | 0 – 4 |       |       | —     |

### Gruppo 6
| Squadra     | Pt | G | V | N | P | GF | GS | DR |
| ----------- | -- | - | - | - | - | -- | -- | -- |
| Helsingborg | 7  | 3 | 2 | 1 | 0 | 9  | 2  | +7 |
| Gefle       | 6  | 3 | 2 | 0 | 1 | 9  | 6  | +3 |
| Assyriska   | 2  | 3 | 0 | 2 | 1 | 3  | 7  | -4 |
| Varberg     | 1  | 3 | 0 | 0 | 3 | 3  | 9  | -6 |

|               | HEL   | GEF   | ASS   | VAR   |
| ------------- | ----- | ----- | ----- | ----- |
| Helsingborg ! | —     | 3 – 1 | 1 – 1 |       |
| Gefle !       |       | —     | 5 – 1 | 3 – 2 |
| Assyriska !   |       |       | —     | 1 – 1 |
| Varberg       | 0 – 5 |       |       | —     |

### Gruppo 7
| Squadra       | Pt | G | V | N | P | GF | GS | DR |
| ------------- | -- | - | - | - | - | -- | -- | -- |
| IFK Göteborg  | 6  | 3 | 2 | 0 | 1 | 6  | 2  | +4 |
| Kalmar        | 6  | 3 | 2 | 0 | 1 | 5  | 2  | +3 |
| Brage         | 3  | 3 | 1 | 0 | 2 | 3  | 6  | -3 |
| Nyköpings BIS | 3  | 3 | 1 | 0 | 2 | 4  | 8  | -4 |

|                | GÖT   | KAL   | BRA   | NYK   |
| -------------- | ----- | ----- | ----- | ----- |
| IFK Göteborg ! | —     | 0 – 1 | 2 – 0 |       |
| Kalmar !       |       | —     | 3 – 0 |       |
| Brage !        |       |       | —     | 3 – 1 |
| Nyköpings BIS  | 1 – 4 | 2 – 1 |       | —     |

### Gruppo 8
| Squadra          | Pt | G | V | N | P | GF | GS | DR |
| ---------------- | -- | - | - | - | - | -- | -- | -- |
| Djurgården       | 7  | 3 | 2 | 1 | 0 | 7  | 2  | +5 |
| Åtvidaberg       | 4  | 3 | 1 | 1 | 1 | 5  | 4  | +1 |
| Jönköpings Södra | 3  | 3 | 1 | 0 | 2 | 5  | 6  | -1 |
| Umeå FC          | 3  | 3 | 1 | 0 | 2 | 2  | 7  | -5 |

|                    | ÅTV   | DJU   | JÖN   | UME   |
| ------------------ | ----- | ----- | ----- | ----- |
| Åtvidaberg !       | —     | 1 – 1 | 3 – 1 |       |
| Djurgården !       |       | —     | 3 – 1 | 3 – 0 |
| Jönköpings Södra ! |       |       | —     | 3 – 0 |
| Umeå FC            | 2 – 1 |       |       | —     |

## Quarti di finale
| Arbitro: | Tobias Mattsson |

|  |           |            |
|  | Marcatori | 4’ Haglund |

| Arbitro: | Kristoffer Karlsson |

|  |           |            |
|  | Marcatori | 50’ Wallén |

| Arbitro: | Martin Strömbergsson |

|  |                      |  |
|  | Tiri di rigore 4 – 5 |  |

| Arbitro: | Bojan Pandžić |

|                           |           |                |
| Persson 16’ Söderberg 75’ | Marcatori | 78’ Björkebaum |

## Semifinali
| Arbitro: | Martin Strömbergsson |

|               |           |  |
| Johansson 59’ | Marcatori |  |

| Arbitro: | Michael Lerjéus |

|             |           |                                 |
| Robledo 50’ | Marcatori | 9’, 52’ Hysén 69’, 81’ Karlsson |

## Finale
| Arbitro: | Johannesson (Täby) |

|                                |                      |                                    |
| Amartey 52’                    | Marcatori            | 6’ Hysén                           |
| Jawo Johansson Solignac Nymann | Tiri di rigore 1 – 3 | Haglund Bjärsmyr Dyrestam Farnerud |